# Bërzhita
Bërzhita (albanisch auch Bërzhitë) ist ein Dorf und eine ehemalige Gemeinde im Qark Tirana in Albanien. Bei der Volkszählung von 2011 wurden 4973 Personen gezählt.
Das Dorf liegt südlich von Tirana am Oberlauf des Erzen. Im Westen erheben sich die Hügel rund um das Nachbardorf Petrela, im Osten der Höhenzug des Skanderbeggebirges. Die Autostrada A3 und die SH3 von Tirana nach Elbasan verlaufen im Tal, das im Süden allmählich gegen die Krraba-Berge ansteigt.
Infolge der Neuordnung der Verwaltungsgliederung wurde die Gemeinde 2015 Teil der Bashkia Tirana. Zur ehemaligen Gemeinde und heutigen Verwaltungseinheit Bërzhita (njësia administrative) gehören die Dörfer Iba, Iba e Poshtme, Bërzhita, Dobresh, Pëllumbas, Mihajas-Cirma, Kus, Fravesh, Kllojka, Pashkashesh, Lugë-Shalqiza und Rozavera.